# Консько (Севниця)
Консько (словен. Konjsko) — поселення в общині Севниця, Споднєпосавський регіон, Словенія. Висота над рівнем моря: 316,1 м.